# Ebeye
Ebeye – niewielka wyspa (około 36 hektarów powierzchni) i miasto w Wyspach Marshalla; w południowo-wschodniej części na atolu Kwajalein w łańcuchu Ralik Chain; ponad 12 000 mieszkańców (2008), znane jako „slums Pacyfiku”, najgęściej zamieszkana wyspa w tym rejonie świata. Cel migracji i przesiedleń osób, które straciły miejsce zamieszkania wskutek działalności armii USA i prób z bronią jądrową.

## Historia
Przed 1946 rokiem na wyspie mieszkało ok. 20 osób. W okresie powojennym armia USA stworzyła tu obóz pracy dla powstającej na sąsiedniej wyspie Kwajalein bazy powietrznej. W latach 60. XX wieku wskutek prowadzonych na Kwajalein testów wojskowych przesiedlono tu ludność zamieszkującą inne wysepki atolu (m.in. ludność z atolu Rongelap) z oraz sąsiednie wyspy. Wiele osób przybyło dobrowolnie, podążając za rodziną i w nadziei na znalezienie pracy i lepszych warunków życia. Wkrótce Ebeye miało najwyższy dochód na mieszkańca, najwyższe ceny i najwyższe zagęszczenie ludności ze wszystkich terytoriów powierniczych USA na Pacyfiku.
W 1963 roku społeczność Ebeye nawiedziła epidemie choroby Heinego-Medina, zakażenia przewodu pokarmowego i grypy. Społeczność Ebeye, licząca 4500, była opisywana jako najbardziej podatna na choroby i zdemoralizowana społeczność w Mikronezji. W 1978 roku liczba mieszkańców przekroczyła 8000 a warunki bytowe stały się krytyczne przy braku kanalizacji, niedostatku infrastruktury drogowej, medycznej i braku szkół. Ponad 50% populacji Ebeye miało poniżej 14 roku życia, wiele osób było uzależnionych od alkoholu i narkotyków, szerzyły się choroby weneryczne.
Brak wody pitnej, niedostatek szkół i szpitali powodował, że warunki bytowe były niezwykle ciężkie, szczególnie w zestawieniu z wyspą Kwajalein, znacznie większą, a zamieszkaną przez 1,500 osób – personelu amerykańskiej bazy wojskowej. Ebeye nazywane było „slumsem Pacyfiku” lub „slumsem slumsów”.
W latach 80. XX wieku przeprowadzono operację powrotu do domu mieszkańców Ebeye, przesiedlając ich na wyspy pochodzenia. Tysiąc przesiedlonych rolników utworzyło wówczas korporację Kwajalein Atoll Corporation, a ponowne zamieszkanie wysepek atolu oraz protesty doprowadziły do odwołania przynajmniej jednego testu pocisku i polepszenia warunków na Ebeye. Podpisane w 1986 roku Porozumienia o Wolnym Stowarzyszeniu pomiędzy Wyspami Marshalla a Stanami Zjednoczonymi przyniosło wielomilionową amerykańską pomoc rozwojową i stan infrastruktury Ebeye uległ poprawie.
Warunki życia na Ebeye są nadal (2015) ciężkie z uwag na przeludnienie, choroby i bezrobocie na samej wyspie.